# 池端玲佳
池端 玲佳 (いけはた れいか - ) は 日本のジャーナリストで、NHK放送総局報道局科学文化部記者。

## 経歴
2010年4月1日 NHKに入局。
NHK金沢放送局では 発達障害の子供を巡る研究を取材、2016年より 報道局科学文化部に所属。
科学文化部では主に 生殖医療や周産期医療を中心に取材を担当。